# Nightmare (film 2010)
Nightmare (A Nightmare on Elm Street) è un film del 2010 diretto da Samuel Bayer.
La pellicola è il remake di Nightmare - Dal profondo della notte (1984) e il nono film del franchise di Nightmare. È stato prodotto da Michael Bay e dalla Platinum Dunes con protagonisti Jackie Earle Haley, Kyle Gallner, Rooney Mara, Katie Cassidy, Thomas Dekker e Kellan Lutz. Il film è ambientato in una cittadina immaginaria dell'Ohio e racconta la storia di un gruppo di adolescenti che vivono nella stessa strada e che vengono perseguitati e uccisi nei loro sogni da un uomo sfigurato di nome Freddy Krueger. I ragazzi scopriranno di avere tutti un legame comune risalente alla loro infanzia, che li rende bersagli di Krueger.
In origine, Nightmare avrebbe dovuto seguire lo stesso approccio adottato dalla Platinum Dunes per il remake di Venerdì 13, in cui gli sceneggiatori avevano selezionato i migliori elementi dai vari capitoli della saga originale per creare una nuova trama unificata. Alla fine, però, si scelse di riprendere la storia originale scritta da Craven, cercando però di realizzare un film più spaventoso. In quest'ottica venne eliminata l'ironia associata al personaggio di Freddy, che nel corso degli anni era diventato più comico che inquietante, riportando così in primo piano la sua natura più cupa. Gli sceneggiatori approfondirono inoltre l'aspetto psicologico del personaggio, facendone un molestatore di bambini, come Craven aveva inizialmente pensato nel 1984 prima di optare per la figura di un assassino di bambini. L'aspetto fisico di Freddy fu rivisitato attraverso l'uso della CGI per renderlo più simile a quello di una reale vittima di ustioni.
Le riprese si svolsero principalmente in Illinois, grazie anche alle esperienze positive che i produttori della Platinum Dunes avevano avuto nella zona. Wes Craven espresse il suo disappunto per non essere stato consultato riguardo al progetto. Robert Englund, storico interprete di Freddy nei precedenti otto film, si dichiarò invece favorevole al remake e alla scelta di Jackie Earle Haley per il ruolo del protagonista.
Nightmare venne presentato in anteprima mondiale a Hollywood il 27 aprile 2010 e distribuito nelle sale nordamericane il 30 aprile successivo da Warner Bros. Pictures e New Line Cinema. Nonostante le recensioni negative, il film incassò oltre 63 milioni di dollari negli Stati Uniti e 117,7 milioni di dollari in tutto il mondo, diventando il capitolo con il maggior incasso dell'intero franchise.

## Trama
2010. Dean Russell, mentre è in una tavola calda, si addormenta e viene attaccato da un uomo gravemente ustionato con abiti bruciacchiati che sulla mano destra indossa un guanto da giardiniere con delle lame di ferro al posto delle dita. Nel sogno, l'uomo taglia la gola di Dean; nella realtà, sembra che Dean si tagli la gola mentre i suoi amici Kris Fowles e Nancy Holbrook lo guardano. Al funerale di Dean, Kris vede una fotografia di lei e Dean da bambini, ma non ricorda di aver conosciuto Dean prima del liceo, la ragazza inizia ad avere incubi sull'uomo bruciato visto da Dean e poi si rifiuta di andare a dormire per paura di morire. Jesse Braun, l'ex fidanzato di Kris, si presenta per farle compagnia e dormono insieme, ma Kris incontra l'uomo bruciato nei suoi sogni e viene uccisa dal suo guanto affilato. Coperto del sangue di Kris, Jesse corre a casa di Nancy e scopre che anche lei ha avuto incubi sullo stesso uomo.
Jesse viene arrestato dalla polizia perché sospettato di aver ucciso Kris e dopo viene ucciso dall'uomo quando si addormenta nella sua cella di prigione. Dopo la morte dei suoi amici, Nancy mette in dubbio i propri legami, dato che nessuno di loro si ricorda degli altri prima dell'adolescenza. Nancy e il suo amico Quentin Smith scoprono di aver frequentato la stessa scuola materna; Gwen, la madre di Nancy, con riluttanza racconta a Nancy e Quentin di Freddy Krueger, il giardiniere della scuola materna, amato dai bambini ma poi accusato di pedofilia su di loro. Gwen spiega che Nancy era la sua preferita e che un giorno era tornata a casa raccontando alla madre le cose che Freddy le aveva fatto in un luogo segreto. Gwen aveva quindi allertato gli altri genitori, incluso Alan, il padre di Quentin, ma a detta loro Freddy era scappato prima di essere denunciato. Rifiutandosi di credere alla storia, Nancy tenta di rintracciare gli otto ragazzi rimasti della scuola, ma scopre che sono stati tutti uccisi dall'uomo con la faccia bruciata.
Nel frattempo, Quentin si addormenta durante la sua pratica di nuoto e vede un flashback di diversi genitori, guidati da Alan, che rintracciano Freddy Krueger e lo bruciano vivo. A causa della loro insonnia, Nancy e Quentin hanno microsonni sporadici e diventano ipnagogici, facendoli sognare e avere allucinazioni in modo casuale da svegli. Per cercare di fermare Freddy, decidono di andare all'asilo ora abbandonato in cerca di indizi. Lungo la strada, Nancy viene attaccata da Freddy durante le sue allucinazioni, e mentre viene svegliata tira un pezzo del suo maglione dal mondo dei sogni nella realtà. Quentin porta Nancy all'ospedale, dove ruba dell'adrenalina per aiutarli a rimanere svegli. Nancy e Quentin alla fine arrivano all'asilo e scoprono la stanza nascosta di Freddy Krueger, e trovano diverse foto che lo mostrano abusare di Nancy quando aveva 5 anni. Si rendono quindi conto che Freddy ora è un fantasma vendicativo, che vuole rivalersi contro di loro per aver rivelato i suoi abusi.
Nancy decide di tirare fuori Freddy dal mondo dei sogni e di ucciderlo nel mondo reale. Quentin cerca di rimanere sveglio abbastanza a lungo al fine di svegliare Nancy dal suo sogno al momento opportuno, ma si addormenta e viene attaccato. Freddy insegue Nancy e spiega che l'ha lasciata deliberatamente per ultima in modo che finisse in coma, per torturarla all'infinito. Quentin riesce a svegliarsi e usa l'adrenalina per svegliare Nancy, che poi trascina Freddy nella realtà e usa la lama di un tagliacarte per tagliargli la mano con il guanto e ferirlo al collo, uccidendolo, per poi dare fuoco alla stanza con il corpo di Freddy all'interno. Lei e Quentin scappano e vengono salvati dalla polizia e dai vigili del fuoco, che però non riescono a trovare i resti di Freddy Krueger. Dopo che Nancy e sua madre tornano a casa dall'ospedale, Freddy appare improvvisamente nel riflesso dello specchio; Nancy vedendolo urla, mentre la madre viene uccisa infilzata agli occhi e alla bocca dal guanto di Freddy e viene trascinata all'interno dello specchio, dove rimane una grossa chiazza di sangue.

## Produzione

### Sviluppo

#### Il film cancellato
Prima che la Platinum Dunes iniziasse a trattare per ottenere i diritti della serie Nightmare con l'intenzione di produrre un riavvio, i produttori Toby Emmerich, Bob Shaye e Richard Brenner per la New Line avevano in mente da diverso tempo un piano per la realizzazione di un nuovo film di Nightmare. Per la riuscita della nuova pellicola si sarebbe dovuto analizzare ogni quesito riguardante il film prima di stabilirne un piano di produzione univoco, arrivando alla conclusione di Emmerich che si sarebbe dovuta reinventare la serie utilizzando metodi di ripresa e narrazione contemporanei, al fine di ottenere una rivisitazione in chiave moderna.
Ciò che ne uscì fu l'annuncio da parte della New Line di un prequel dal titolo Nightmare: The First Murders, con John McNaughton alla regia e una sceneggiatura già pronta e molto promettente. Quest'idea fu poi accantonata in favore del rifacimento.
Pare che si volesse prendere un approccio in stile documentaristico per narrare i primi omicidi di Freddy sino alla sua morte. Robert Englund fu informato del progetto e mostrò serio interessamento per tornare nella sua iconica parte senza il pesante trucco che caratterizzò il suo personaggio nella serie.

#### Nuovo sviluppo
La Platinum Dunes ebbe il piano di realizzare un nuovo Nightmare molto tempo prima che sviluppasse il progetto di Venerdì 13 ma gli accordi durarono più del tempo previsto, sino a bloccarsi per sei mesi, per poi riprendere dopo lo sviluppo di Venerdì 13. Il successo riscosso dal rifacimento convinse i produttori della Platinum Dunes a insistere per ottenere i diritti di Nightmare, e una volta ottenuti si cominciò a lavorare sulla storia per mano di diversi sceneggiatori.
Il film ottenne semaforo verde nel dicembre 2008 con la stipulazione degli accordi contrattuali su saga, produzione e bilancio tra Platinum Dunes, Warner Bros. e New Line Cinema. Per la produzione fu stanziata una spesa di 27 milioni di dollari, cifra che se raffrontata ai budget estesi per gli altri film della serie, supera comunque il loro totale.
Nel febbraio 2009, The Hollywood Reporter annunciò che Samuel Bayer fu scritturato come regista. In accordo con il direttore di produzione della New Line Cinema, Toby Emmerich, l'idea di Bayer fu voluta da Michael Bay, il quale caldeggiò la sua assunzione. Per la regia si avvicinò anche David Fincher. Dopo che Bayer declinò per due volte l'offerta della Platinum Dunes, Bay scrisse personalmente una email al regista, parlandogli del progetto e del tipo di opportunità rappresentato da esso se avesse accettato di dirigerlo, che infine si convinse ed accettò l'incarico.
Il creatore originale dei film, Wes Craven, si disse amareggiato dalla scelta di rifare il suo film del 1984, e ancor di più dal non essere stato neppure contattato per un consulto sulla sceneggiatura, cosa invece non accaduta per un altro rifacimento di un suo film, L'ultima casa a sinistra (2009). Contrariamente, Englund, che vestì i panni di Krueger in tutti i film della serie, si disse contento dell'idea di rifare il film, poiché grazie alla tecnologia della grafica computerizzata sarebbe stato possibile gestire meglio scene come quelle degli incubi non possibili nel 1984.
Il produttore Brad Fuller disse che la produzione del remake fu in linea con quella di Venerdì 13 (2009), ovvero che la storia fu resa più raccapricciante togliendo la vena di umorismo nero che caratterizzò Krueger nella serie originale, ma elementi come le uccisioni in sogno e gli incubi sarebbero rimasti perché piaciuti ai produttori Rispondendo a chi chiedeva il perché gli autori avessero tolto gli elementi ironici della personalità di Krueger, Emmerich replicò che non era attratto dall'avere a che fare con un antagonista giocoso, perché questo lo avrebbe reso meno cattivo e realistico.
In conformità con i precedenti rifacimenti presi in mano dalla Platinum Dunes, Fuller e Form hanno dichiarato che A Nightmare on Elm Street non è un rifacimento sviluppato traendone il soggetto dai migliori elementi della serie (come fatto per Venerdì 13), ma piuttosto una reinterpretazione come quanto avvenuto per Non aprite quella porta (2003). Form ha anche spiegato che il film avrebbe assunto un tono diverso da quello approcciato per il rifacimento di Venerdì 13:
Riguardo allo stile usato per la realizzazione del film, Bayer ha dichiarato d'aver messo del suo data la sua esperienza nel campo dei videoclip musicali. Citò inoltre film quali Paranormal Activity e The Strangers, dicendo tuttavia di non odiare il genere del torture porn ma di preferirgli solo l'orrore quasi reale provato dai personaggi. L'attore Kellan Lutz, nel film è Dean, classificò il film come un thriller psicologico, confermando la presenza di alcune morti simili a quelle del film originale come ad esempio l'impiccagione nel carcere, ma che il materiale presentato è comunque molto diverso perché adattato per un pubblico moderno.
Al termine delle riprese, era intenzione di New Line e Warner Bros. la riconversione in postproduzione del film in tridimensionale. A ciò si opposero, però, Bay e Bayer, secondo i quali sarebbe stato un errore grossolano distribuire un film del genere in 3D, dal momento che, come disse il regista: «Quando la New Line ha cercato di iniziare a proporci una riconversione di Nightmare in 3D abbiamo rispedito tutto al mittente. Questo film è stato girato in 2D ed è stato concepito per essere visto in 2D». Anche il produttore Brad Fuller girò le spalle alla decisione degli studi cinematografici, spiegando come lui fosse favorevole a un film 3D nel caso fosse stato concepito come tale già dall'inizio e non, invece, convertito in seguito rovinando il lavoro eseguito; aprendo, però, questa eventualità del tridimensionale a un possibile seguito.

### Sceneggiatura
La storia non è un ritorno alle origini ma una rivisitazione del primo film. Basandosi su quanto fatto da Craven, Bayer volle raccontare una nuova avventura senza parlare mai di rifacimento, nonostante rimasero molte similitudini con l'originale:
A scrivere una prima sceneggiatura fu Wesley Strick, dopo che Emmerich fu impressionato dalla lettura di una sceneggiatura scritta da Strick per la realizzazione di un prequel di Seven, però mai prodotto. In seguito Eric Heisserer fu incaricato di riscriverla seguendo le direttive imposte dalla Platinum Dunes. In accordo con le linee guida fornite, il film fu reso più cupo dell'originale togliendo le battute umoristiche e alcuni dialoghi di Freddy Krueger ma rimanendo sugli stessi temi e incentrandosi sulla realtà effettiva della sua complicità negli abusi sessuali di alcuni studenti, cosa per cui fu bruciato dai genitori di essi. Jackie Earle Haley, proprio rispondendo alla domanda «Freddy è innocente?» per il sito Sci-Fi Wire, dichiarò come sia complicato dare una risposta preferendo lasciare la domanda aperta per lasciare che fosse il film a rispondere alla questione.
Una delle novità apportate nella sceneggiatura da Heisserer furono i «microsonnellini», ovvero una diversa concezione dello spaziotempo nel quale i personaggi erano inconsapevolmente in un sogno nonostante fossero svegli; ciò era dovuto ai loro tentativi di restare forzatamente svegli, e quindi inconsciamente di addormentarsi per brevi periodi. Il regista spiegò di aver ammesso l'idea dei micropisolini per rendere più accattivante il tutto, per confondere anche il confine tra la realtà e il mondo dei sogni e mostrando la fragilità dei personaggi nel cadere addormentati.
Una volta che Bayer entrò a far parte del progetto e ricevette la sceneggiatura di Strick ed Heisserer, dichiarò come essa fosse «bisognosa di un'altra aggiustatura», perché secondo lui essa avrebbe dovuto essere più profonda ed esplorare sia Freddy persona che ciò in cui si trasformò. In seguito, dichiarò che contrariamente a quanto fatto per Venerdì 13, in cui vennero presi elementi dai primi quattro film, per questo remake la base avrebbe dovuto essere unicamente il film di Craven del 1984.
Per il film, Freddy fu reso meno comico e camp rispetto al personaggio che era instauratosi in un secondo momento nei sequel di Nightmare, riportato invece alle origini cupe ideate da Craven nella sceneggiatura originale degli anni '80. Fuller spiegò che il nuovo Freddy avrebbe avuto un umorismo diverso, i cui commenti sarebbero provenuti da sentimenti realmente cattivi. Inoltre, si decise di fare di lui un molestatore di bambini anziché un assassino, perché ci sarebbe stato probabilmente più da raccontare sul suo passato e sulle sue reali motivazioni. Quando Wes Craven scrisse in origine il personaggio di Krueger, lo aveva previsto come un pedofilo, e solo più tardi lo trasformò in un assassino al fine di non scoraggiare il pubblico. In definitiva, per dei protagonisti adolescenti sarebbe stato più facile realizzare l'affrontare un assassino che un presunto pedofilo, perché con esso sarebbero stati spinti a ricercare la verità dietro tutta la faccenda e il passato di Krueger.

### Cast

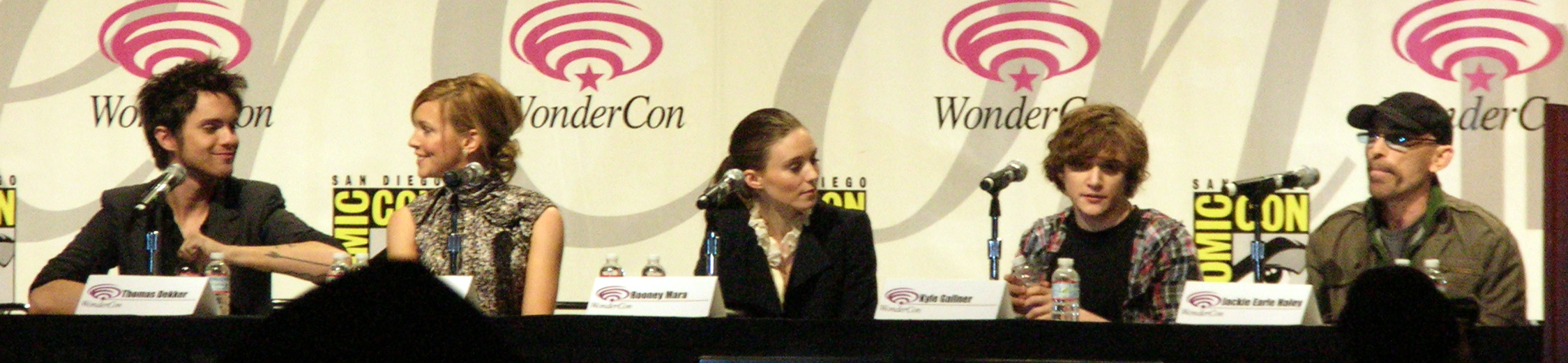
Gli interpreti del film al WonderCon 2010

Come annunciato prima della messa in studio, l'attore Robert Englund, che interpretò Freddy in ogni film della serie cinematografica e negli episodi per televisione, non avrebbe riavuto la parte per via del programma di restaurare completamente la saga, senza nemmeno apparire in un cameo. Per sostituire Englund si fecero i nomi di: Billy Bob Thornton e Jackie Earle Haley; fu poi assunto quest'ultimo con un contratto multifilm valido per il rifacimento e due sequel. Englund si mise a favore di Haley, spiegando come avesse un buon fisico per la parte; comunque Haley chiarì che per la sua interpretazione non avrebbe preso in esame quanto fatto dal suo predecessore negli altri film, piuttosto avrebbe usato altri metodi, tra i quali, ironizzando, anche la frustrazione di tenere il pesante trucco per tre ore e mezza di riprese.
Rooney Mara è stata scritturata per interpretare la protagonista Nancy Thompson e ha firmato un contratto per tornare in un sequel.

### Riprese
La lavorazione si svolse tra la primavera e l'estate 2009, dal 5 maggio al 10 luglio. Le principali location furono trovate nei sobborghi di Chicago e contigui, estendendosi anche all'area metropolitana per riprese in interni nelle scuole Elk Grove High e John Hersey High. Le riprese si svolsero principalmente nello Stato dell'Illinois, dopo che nel girare The Amityville Horror e The Unborn, la Platinum Dunes si trovò bene, ma anche per via delle regolamentazioni statali che offrivano un 30% di agevolazioni fiscali a chi avrebbe realizzato produzioni entro i confini dello Stato.

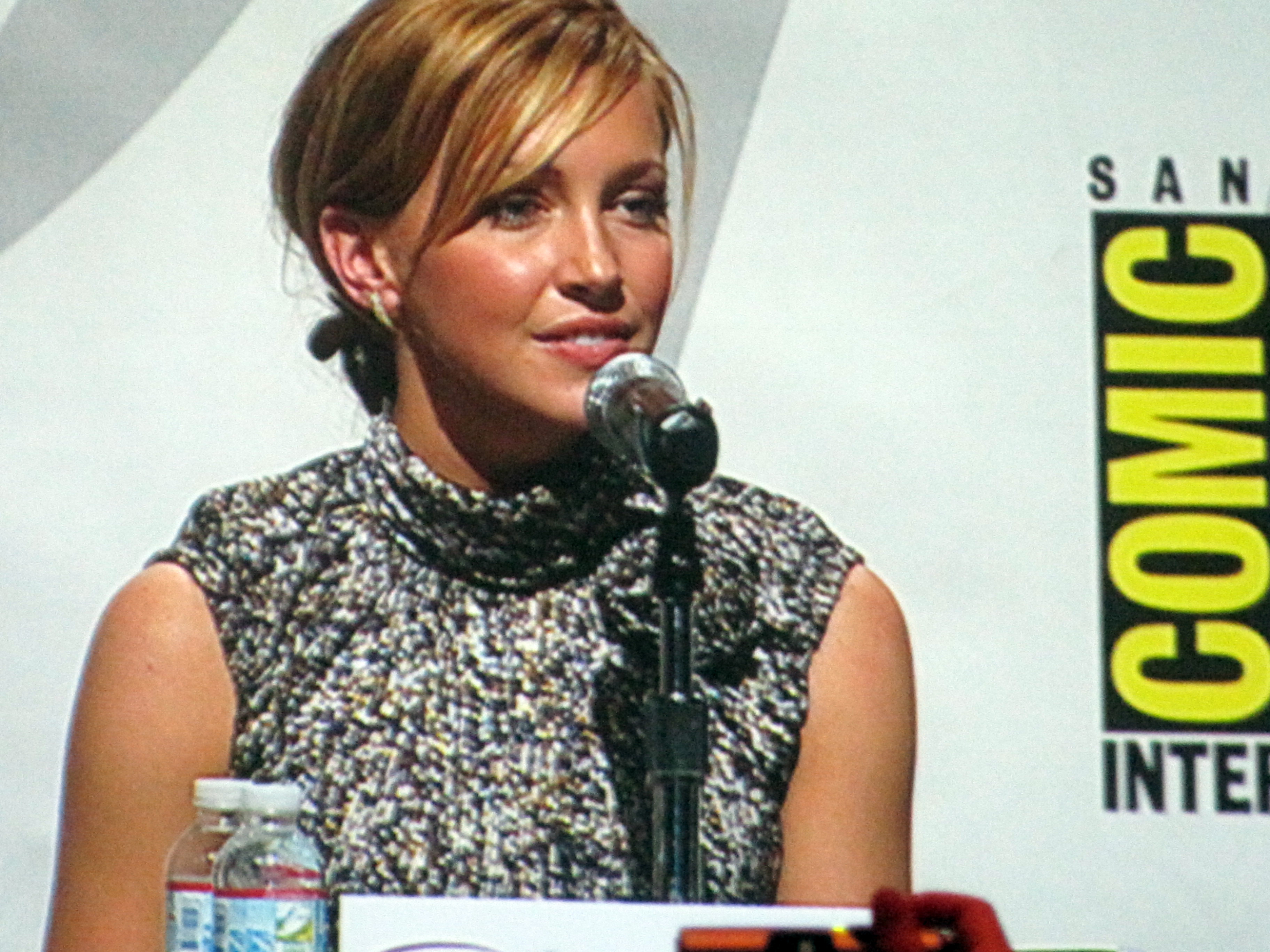
L'attrice Katie Cassidy interpreta Kris Fowles

Per le scene in cui Freddy Krueger era ancora sotto forma umana, i produttori si annunciarono alla ricerca di luoghi «vecchi e decadenti». In questo contesto venne noleggiato un magazzino Ryerson Steel nel quartiere West Side di Chicago, utilizzato come luogo centrale per le scene riguardanti l'uccisione di Krueger da parte della popolazione.
La New Line si mise alla ricerca in tutta la nazione di istituti superiori che avessero una piscina, stipulando infine un contratto per la creazione di un set per il film nelle scuole: Elk Grove e John Hersey nell'Illinois, come spiegò la direttrice Nancy Holman della Elk Grove. Oltre 200 comparse ed extra sopra i 16 anni furono provinate e selezionate dallo studio per comparire sia nelle scene nella scuola che nella piscina. L'idea che negli istituti in questione venissero riprese scene di violenza preoccupò Lenore Gonzales Bragaw, presidente del consiglio scolastico, che rimase in parte rifiutando l'accordo tra New Line e le scuole fino a quando lo studio le confermò che nessuna persona sarebbe stata uccisa durante le scene di nuoto.
Il 22 maggio la troupe si spostò nell'Indiana, nella località Gary, per riprendere alcune scene all'interno di una chiesa metodista. I produttori fecero pressioni al governo locale per ottenere la licenza per le riprese per alcuni mesi prima dell'approvazione, sostanzialmente perché - spiegò Ben Clement, esecutivo della Gary Office of Film and Television - lo studio trovò in quella precisa struttura religiosa della località l'ambiente perfetto alla narrazione. Nella stessa località si svolsero a giugno riprese aggiuntive riguardanti una scena ambientata a Elm Street.
Una scena coinvolgente il personaggio di Nancy preda di un incubo, come raccontò in seguito l'attrice Rooney Mara, risultò estenuante nell'essere girata, sia a causa del freddo che delle difficoltà sceniche in generale:
(Rooney Mara sulla scena.)

### Effetti speciali

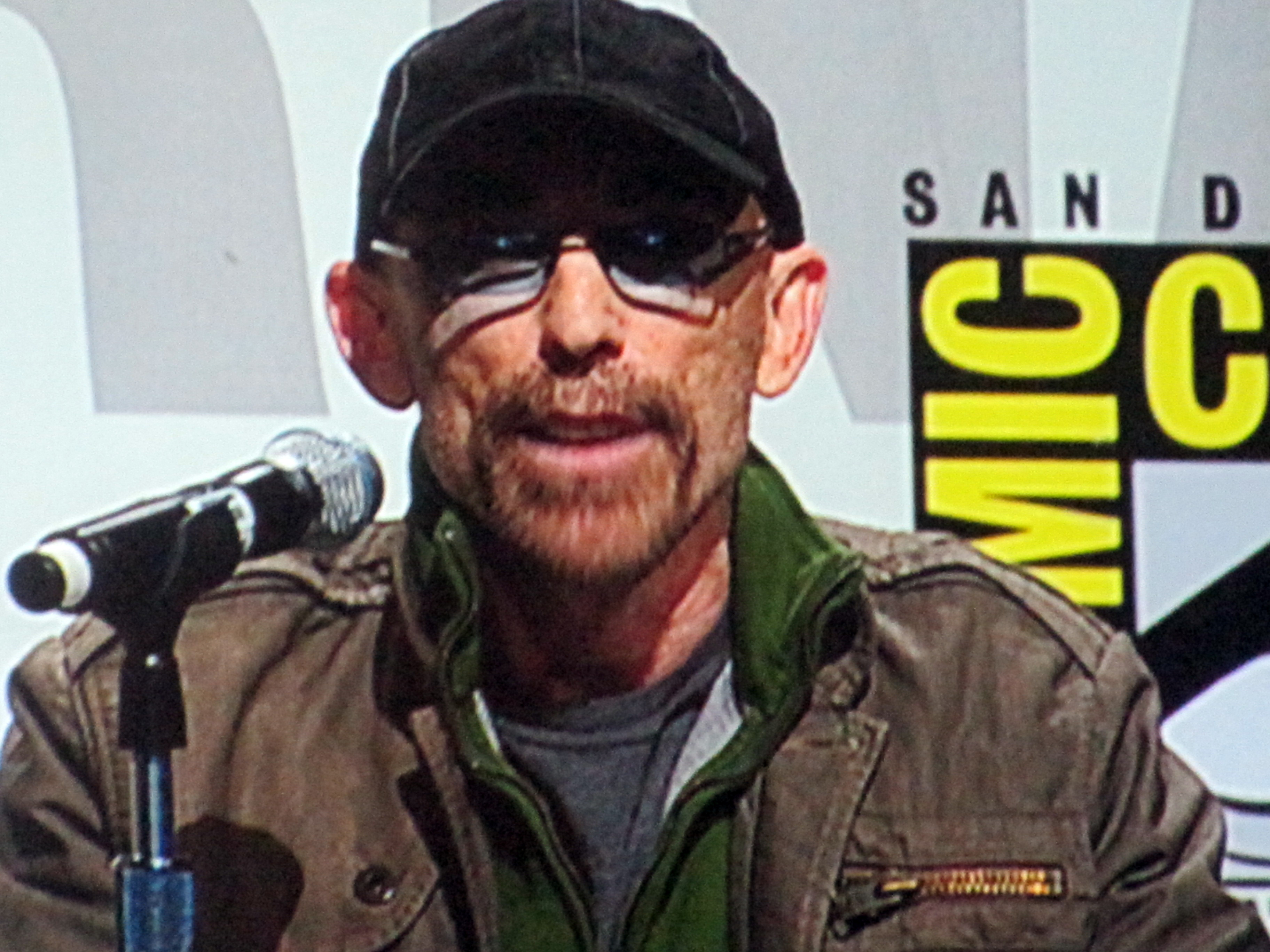
Jackie Earle Haley al WonderCon 2010

L'artista di effetti speciali Andrew Clement fu incaricato della creazione di Freddy Krueger il 4 marzo 2009. Commentando il lavoro svolto dal responsabile del ritocco facciale del personaggio interpretato, Haley dichiarò:
Inizialmente si puntò all'utilizzo della grafica computerizzata per ottenere le ustioni del personaggio, ma dopo che la Platinum Dunes ricevette diverse critiche sul trailer sperimentale pubblicato in MySpace il 28 settembre, il produttore Brad Fuller spiegò che esse erano delle immagini, appunto, sperimentali: la tecnologia computeristica era stata considerata all'inizio e successivamente si optò per un trucco pesante che ricreasse al 98% circa le ustioni facciali e corporali dell'antagonista, con la restante percentuale lasciata all'informatica. Dopo che nel primo trailer si vedeva Krueger con il cappello, i guanti e il maglione, Jack Haley ha dichiarato che per Bayer un conto era rendere più serio il personaggio tagliando le sue battute di spirito, ma riguardo al suo vestiario, quello si doveva tenere perché desse al personaggio un senso di familiarità con gli altri film.
Harley decise di non lasciar doppiare Freddy preferendo lavorare egli stesso a una voce adatta a un personaggio quale il suo. Il suo tono vocale di partenza fu usato per il trailer sperimentale:
(Fuller rispondendo a una domanda sulla voce di Krueger sentita nel trailer)
Comunque, parte della voce fu ritoccata digitalmente per far assumere quella qualità sonora "soprannaturale".
Haley dovette indossare lenti a contatto per le riprese, una insanguinata e una piuttosto opaca, quest'ultima irritante dal momento che oscurava la vista all'attore. L'attore spiegò che gli furono applicate diverse protesi al corpo, a suo dire "piuttosto ingombranti", con le quali dovette girare ogni scena, realizzate da Clement.
I truccatori iniziavano a lavorare sul trucco di Harley alle 6 e 30 del mattino per una lavorazione facciale di circa quattro ore e mezza, con l'aggiunta di un'ora per dare il tempo all'attore di aggiustarsi il trucco e prepararsi per le riprese. Harley ha comunque precisato che il lavoro fatto da Clement è magnifico visto che ha dovuto fare tutto di mano sua lavorando dall'inizio. Prendendo come modello della trasformazione facciale il personaggio di Due Facce in Il cavaliere oscuro, la squadra di specialisti del film di Nolan fu chiamata alla creazione del volto di Freddy Il compito dei tecnici fu quello di rendere l'aspetto di Krueger come quello di una vera vittima di ustioni profonde.

### Scene eliminate

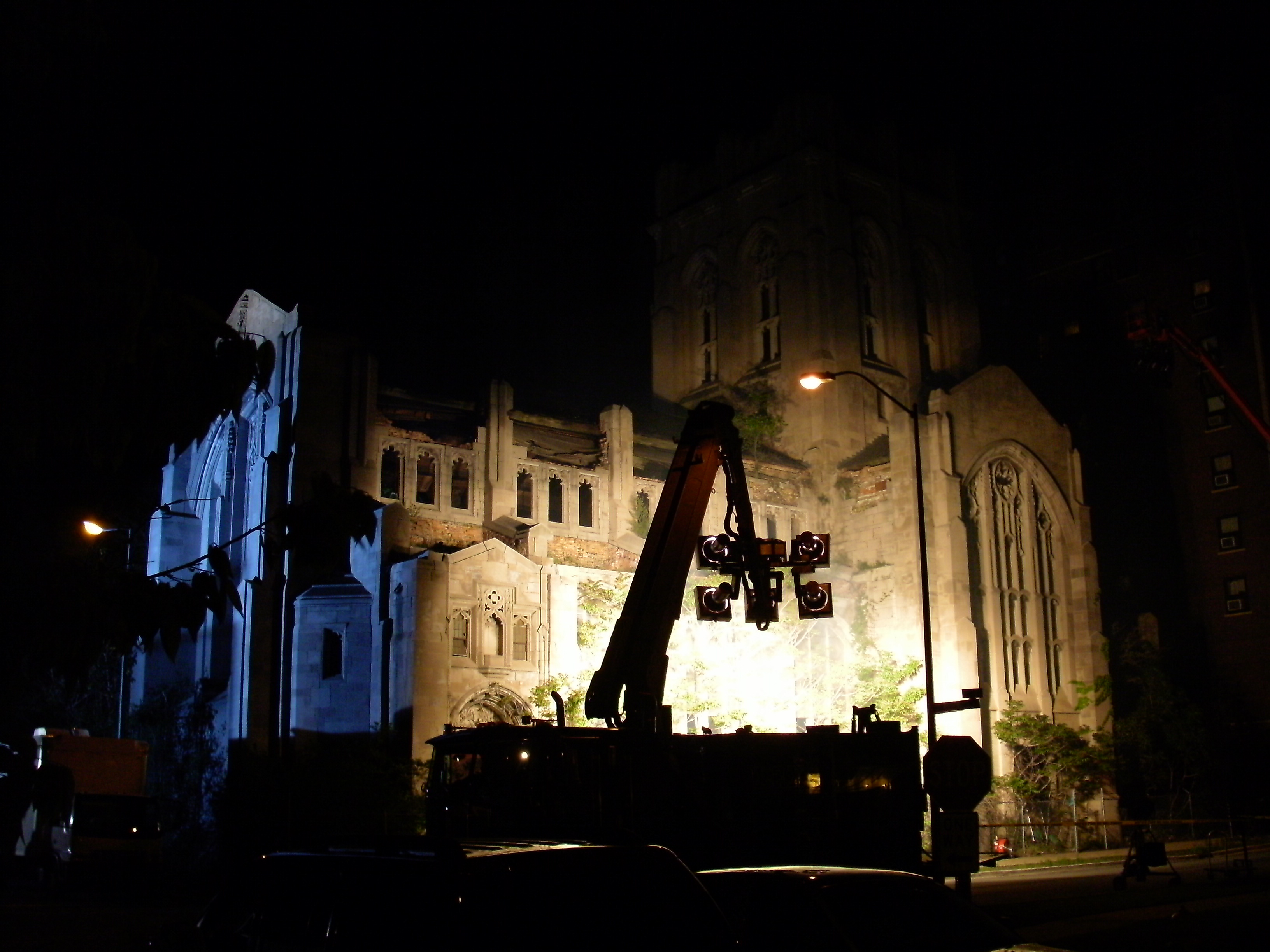
Set cinematografico a City Methodist Church (16 maggio 2008) in Gary

Nel tentativo di rendere il film più moderno possibile, Fuller spiegò che nella sceneggiatura era presente una scena nella quale i personaggi stavano giocando a Guitar Hero, poi cancellata perché secondo lui dopo 5 anni forse quel gioco non sarebbe più stato popolare come all'epoca della produzione e il film sarebbe risultato datato. Essendo quindi presentato al giorno d'oggi, i personaggi usano internet, telefoni cellulari e altre tecnologie, cosa che secondo il produttore rappresenta lo spirito moderno del rifacimento.
Altre numerose scene furono eliminate dopo una rilettura del copione e altre invece girate e poi eliminate perché giudicate troppo sanguinolente oppure inadempienti al risultato finale del film. Bayer spiegò il perché della decisione:
Di seguito, alcune delle scene eliminate:
- La scena d'apertura era una festa, e dei bambini che giocavano a Rock Band.
- Nella cella della prigione, Jesse, interpretato da Thomas Dekker, è vittima di un incubo e si mette a scalpitare a mezz'aria. La scena fu girata e poi eliminata dalla versione finale. Secondo Dekker: «quello che ho fatto in quella scena era davvero estenuante, sono solo e cado in questa cella. Abbiamo fatto un sacco di riprese con me impegnato nel dimenarmi in mezzo a moltissimo sangue, tanto che l'altro attore che era con me era davvero preoccupato».
- Il finale era originariamente diverso e fu girata l'intera versione iniziale prevista dello scontro tra Freddy e Nancy. Comunque, Bayer spiegò che essa era una di quelle scene tagliate per motivi creativi: «c'è una scena in cui combattono, e il confronto con Nancy è totalmente diverso. Non voglio rivelare troppo, ma in precedenza c'era un finale diverso. Certamente preferisco quello attuale, ma Jackie [Earle Haley] era davvero spaventoso in questa scena».
- Brevi incubi nei «microsonnellini» dei personaggi, diverse scene oniriche e una versione da incubo di Elm Street.
- Una scena che doveva aprire il film, ambientata in un ospedale: su un letto giaceva Freddy ustionato a morte e bendato da capo a piedi, collegato ad un elettrocardiogramma che all'improvviso segnalava che il suo cuore aveva cessato di battere. Ai piedi del letto c'era una targhetta con su scritto il nome "John Doe".

## Colonna sonora
Le musiche del film furono composte da Steve Jablonsky con l'uso di mezzi della Hollywood Studio Symphony alla Sony Scoring Stage.
Il 6 aprile 2010 fu comunicato che la partitura musicale di Jablonsky sarebbe stata distribuita dall'etichetta WaterTower Music su formato CD a partire dal 27 aprile 2010.

### Album
A Nightmare on Elm Street è la colonna sonora del film, pubblicata il 27 giugno 2010 dalla WaterTower Music.

#### Tracce
1. Freddy's Coming For You – 4:28
2. Main Title – 2:35
3. Missing Pictures – 2:22
4. Rufus? – 1:34
5. Quiet Drive – 1:48
6. Jesse and Kris – 1:07
7. Jesse and the Police – 2:50
8. You Smell Different – 2:14
9. A Man Named Fred Krueger – 5:03
10. Research – 2:22
11. It's Hot In Here – 3:12
12. The School – 0:52
13. Where The Monster Lives – 4:51
14. Wake Me Up – 4:55
15. Boo – 1:06
16. Like It Used To Be – 5:32
17. One More Nap – 2:44
18. Jump Rope – 0:20

## Promozione
(Tagline del film)
La prima locandina venne mostrata in rete da Bloody-Disgusting il 23 luglio 2009, come da scopo promozionale il viso di Krueger venne oscurato anche in altre foto lui riguardanti.
Il 9 aprile 2010 venne pubblicata in rete la prima locandina italiana.

### Trailer
La sera del 24 luglio, al Comic-Con 2009, è stato mostrato un filmato realizzato dalle prime scene di girato.
Comunque, il primo trailer ufficiale è stato pubblicato in versione ad alta definizione su MySpace il 28 settembre, ricevendo 1 600 000 di visite solo nel primo giorno dalla pubblicazione. Qualche tempo dopo, il produttore Brad Fuller spiegò che il trailer non era realmente ufficiale, bensì un prodotto sperimentale, il cui risultato era ancora sotto modificazione: l'aspetto di Krueger era parziale e grosso modo creato in grafica computerizzata, mentre solo dopo si decise di puntare più sul trucco facciale e, comunque, Harley stava ancora lavorando a una voce adatta per il suo personaggio.
L'intenzione originale era di distribuire il trailer in allegato alle copie di Jennifer's Body, ma vista l'impazienza dei produttori di vederlo e, allo stesso tempo, di assistere alla visione di un prodotto che soddisfacesse le aspettative sia della compagnia che degli appassionati, i lavori di raffinamento delle immagini e del suono ne protrassero i tempi di sviluppo, causando vari posticipi e incertezze sulla data d'uscita; fu poi allegato all'uscita americana della commedia dell'orrore Benvenuti a Zombieland (2009).
Il trailer esteso venne pubblicato su MySpace il 25 febbraio.
Il primo trailer in lingua italiana fu disponibile su TrailersLand dal 2 marzo e il secondo il 14 giugno.

## Distribuzione

### Data di uscita
Il 5 marzo 2009 la Warner Bros. e New Line Cinema annunciarono che il 16 aprile 2010 sarebbe stato distribuito negli Stati Uniti d'America, confermando inoltre diverse date d'uscita per altri film dell'orrore prodotti dalle stesse. In seguito ad alcuni disguidi su tempi e modalità di distribuzione, la Warner Bros. posticipò al 30 dello stesso mese la data d'uscita americana e altri titoli.
Le date di uscita internazionali nel corso del 2010 sono state:
- 30 aprile in Canada (Les griffes de la nuit, nelle regioni francofone) e negli Stati Uniti
- 6 maggio in Argentina (Pesadilla en la calle Elm), Kazakistan, Perù (Pesadilla en la calle Elm), Russia (Кошмар на улице Вязов) e Ucraina
- 7 maggio in Brasile (A Hora do Pesadelo), Estonia (Elm Streeti luupainaja), Irlanda, Regno Unito e Svezia (Terror på Elm Street)[66]
- 12 maggio in Belgio, Filippine, Francia (Les griffes de la nuit) e Svizzera (nelle regioni francofone)
- 13 maggio in Grecia (Efialtis sto dromo me tis lefkes), Malaysia e Slovacchia (Nocná mora z Elm Street)
- 14 aprile in Messico (Pesadilla en la calle Elm)
- 20 maggio in Australia, Germania, Nuova Zelanda, Paesi Bassi, Portogallo (Pesadelo em Elm Street), Repubblica Ceca (Nocní mura v Elm Street) e in Svizzera (nelle regioni germanofone)
- 21 maggio in Austria, Bulgaria, Lettonia (Sausmas gobu iela), Lituania (Kosmaras guobu gatveje), Panama e Turchia (Elm sokaginda kabus)
- 27 maggio in Kuwait
- 28 maggio in Romania
- 3 giugno in Singapore
- 10 giugno in Bosnia ed Erzegovina, Ungheria (Rémálom az Elm utcában) e Israele (Ha'siyut birhov Elm)
- 18 giugno in Finlandia (Painajainen Elm Streetillä)
- 23 giugno in Islanda
- 26 giugno in Giappone
- 15 luglio in Danimarca[67]
- 16 luglio in Polonia (Koszmar z ulicy Wiazów e Koszmar z Elm Street, come titolo alternativo)
- 23 luglio in Spagna (Pesadilla en Elm Street)
- 20 agosto in Norvegia
- 25 agosto in Italia (Nightmare)[68]

### Divieti
Negli Stati Uniti d'America la MPAA ha classificato il film come vietato ai minori di 17 anni non accompagnati da un adulto (R) per scene contenenti forte violenza e sangue, immagini inquietanti, terrore e linguaggio non appropriato.

### Edizione Italiana
In Italia, il film doveva inizialmente uscire il 7 maggio 2010 su distribuzione Warner Bros. Italia ma la data slittò in seguito al 20 agosto 2010.
Dopo che alcuni gruppi di appassionati protestarono per il rinvio formulando petizioni e inviando lettere polemiche agli uffici della sezione italiana della casa di distribuzione, l'ufficio stampa spiegò in seguito che i motivi del posticipo furono dovuti ad una strategia di mercato voluta dalla Warner Bros., secondo la quale nel panorama cinematografico estivo in Italia i pochi titoli nelle sale avrebbero favorito l'incasso del film, contribuendo inoltre alla campagna promozionale anche presso le località di villeggiatura.
Il 21 maggio, la Warner Bros. Italia pubblicò un listino contenente alcuni titoli cinematografici che avrebbero sofferto di un rinvio, tra questi: Jonah Hex, Inception e Nightmare, la cui uscita fu spostata al 3 settembre 2010 per poi essere anticipata al 25 agosto.

### Edizioni home video
Nightmare è stato distribuito per il mercato casalingo americano dal 5 ottobre 2010, disponibile nelle edizioni DVD e Blu-ray. All'interno del DVD è presente la featurette "Freddy Krueger: Reborn". L'edizione Blu-ray include, oltre la featurette del DVD, contenuti speciali quali: scene eliminate, apertura e finale alternativi e "Maniacle Movie Mode".

## Accoglienza

### Incassi
Nightmare è uscito nel circuito cinematografico statunitense il 30 aprile 2010, distribuito in 3 332 sale cinematografiche, il che lo rese il 12º film con visto censura "R" con la maggior apertura il giorno d'uscita nella storia del cinema degli Stati Uniti. In relazione a questo numero, fu anche il film della serie con la più ampia distribuzione cinematografica; infatti, facendo una comparazione, il primo film di Wes Craven, nel novembre 1984, fu distribuito in sole 165 sale il giorno d'apertura, arrivando ad un massimo di 380 nel corso della distribuzione, mentre Freddy vs. Jason in 318.
Le prime stime circa i risultati del giorno d'apertura, pubblicate alle 14 del giorno stesso, indicavano un incasso approssimativo di 15,8 milioni di dollari, accompagnato da una proiezione di 35-40 milioni per il primo fine settimana d'apertura. Inclusi nei 15 milioni anche gli 1,6 milioni derivanti dalle proiezioni della mezzanotte di giovedì in circa 1000 sale cinematografiche, che hanno reso Nightmare il film dell'orrore più visto in un'apertura della mezzanotte, record precedentemente detenuto da Venerdì 13 con un incasso di un milione di dollari. Comunque, in definitiva, terminò la propria apertura con un incasso di 32 205 000 di dollari, sottostando all'incirca alle previsioni iniziali, e piazzandosi come settimo titolo in termini di incassi per un fine settimana d'aprile.
Al termine della prima settimana di maggio, perdendo un 72% sugli incassi, Nightmare scese al secondo posto in classifica surclassato da Iron Man 2, con un totale di 48 530 000 di dollari totalizzati nelle due settimane d'uscita, dei quali 9 170 000 milioni nel secondo fine settimana.
Distribuito l'8 maggio in dieci Paesi stranieri, al suo fine settimana d'apertura totalizzò un incasso complessivo di 6 500 000 di dollari. In Russia si stabilì al primo posto dei film più visti assicurandosi 3 milioni. Al 14 maggio, il film incassò approssimativamente 17 milioni al botteghino estero.
Perdendo un ulteriore 54%, la terza settimana incassò a livello nazionale solo 1,5 milioni, scendendo alla sesta posizione dei 10 film più visti del fine settimana. Con il supporto dei primi risultati della distribuzione estera, al 14 maggio l'incasso internazionale complessivo salì a 73 109 000 milioni, dei quali 56 109 000 ottenuti nei soli Stati Uniti.
Nightmare ha concluso la sua corsa cinematografica, incassando 63 075 011 dollari negli Stati Uniti, per un totale di 117 729 618 a livello internazionale.

### Critica
Nel giorno d'apertura, il film ricevette per la gran parte critiche e recensioni negative. Su Rotten Tomatoes ha un indice di gradimento del 14% basato su 182 recensioni, con un voto medio di 3,7 su 10. Su Metacritic ha un punteggio di 35 su 100 basato su 25 recensioni.
Owen Gleiberman di Entertainment Weekly ha assegnato al film una B- e ha commentato: «Ho sobbalzato un paio di volte e ho apprezzato la cupa malevolenza di Haley, ma nel complesso il nuovo Nightmare è un brutto sogno che sa troppo di copia confezionata su richiesta dalle aziende. Uno, due, Freddy viene per te. Tre, quattro, ci siamo già passati». Xan Brooks di The Guardian ha dato al film tre stelle su cinque, scrivendo: «Il regista esordiente Samuel Bayer non è stato ingaggiato per smantellare il franchise, ma per rigirarlo da capo». Richard Corliss di Time ha aggiunto: «Mi è piaciuto il nuovo Nightmare, ma so che ogni nuova versione di un testo venerato – che si tratti di un vecchio libro, un'opera teatrale o un film amato – finisce sempre per essere oggetto di confronti odiosi».
Michael Rechtshaffen di The Hollywood Reporter ha criticato la recitazione definendola "letargicamente priva di vita" e ha bocciato l'interpretazione di Haley nei panni di Krueger, affermando: «Anche con la voce alterata elettronicamente per renderla più profonda e una dose superflua di retroscena, non c’è modo di sostituire Englund». Roger Ebert del Chicago Sun-Times ha assegnato al film una stella su quattro, scrivendo: «Ho guardato Nightmare con stanca rassegnazione. Il film consiste in una sequenza di adolescenti introdotti, perseguitati da incubi e infine uccisi a colpi di lama da Freddy. E allora? Dovremmo avere paura? Il tintinnio improvviso dell'accordo musicale dovrebbe davvero evocare una spaventosa risposta pavloviana?». Peter Travers di Rolling Stone ha dato al film una valutazione di 1,5 stelle su 4, commentando: «È il tocco della baia che si percepisce nel modo in cui gli attori sembrano solo numeri in un conteggio dei corpi; i personaggi non sono sviluppati e l'estetica prevale sull'emozione. Un incubo, davvero».

### Primati
Nel corso della sua programmazione, Nightmare è entrato in diverse classifiche riguardanti numero di incassi per film dell'orrore, e superato alcuni record:
- Maggiore incasso nelle proiezioni della mezzanotte per un film dell'orrore: 1 600 000 dollari[97]
- Secondo maggiore esordio per un film della Platinum Dunes (32 902 299 dollari)[98] record detenuto da Venerdì 13 con 40 570 365 dollari[99]
- Quinto migliore fine settimana d'apertura per un film slasher e remake[100][101]
- Sesto maggiore incasso di sempre per un fine settimana d'apertura di aprile[81]
- Nono maggiore incasso di sempre per un film slasher, senza l'aggiustamento per inflazione[102]
- Ottavo maggiore incasso di sempre per un film remake dal 1982, senza l'aggiustamento per inflazione[103]

## Riconoscimenti
- 2010 – Fright Meter Awards
  - Candidatura alla miglior attrice non protagonista a Katie Cassidy
- 2010 – Golden Schmoes Awards[104]
  - Candidato a peggior film dell'anno
  - Candidato alla più grande delusione dell'anno
- 2010 – Scream Award[105]
  - Candidato a miglior film horror
  - Candidato a miglior cattivo a Jackie Earle Haley
- 2010 – Teen Choice Awards[106]
  - Candidatura al miglior film horror/thriller
  - Candidatura al miglior attore di film horror/thriller a Jackie Earle Haley
  - Candidatura alla miglior attrice di film horror/thriller a Katie Cassidy
- 2011 – Empire Awards[107]
  - Candidatura al miglior horror
- 2011 – Fangoria Chainsaw Awards
  - Peggior film
- 2011 – People's Choice Awards[108]
  - Film horror preferito
- 2011 – Taurus World Stunt Awards[109]
  - Candidatura al miglior combattimento a Tarah Paige
  - Candidatura al miglior stunt femminile assoluto a Tarah Paige
  - Candidatura al miglior stunt femminile assoluto Lisa Hoyle

## Altri media
Nel marzo 2010, la National Entertainment Collectibles Association (NECA) lanciò una linea di action figure su Freddy Krueger basate sul nuovo aspetto usato nel film di Samuel Bayer dopo una prima anteprima al Toy Fair il mese precedente. Inoltre, sempre la NECA distribuì anche una replica del guanto artigliato di Krueger.
In contemporanea con il film, un gioco in rete nel quale l'utente deve riuscire a tenere sveglia la ragazza protagonista con ogni mezzo (dal bere caffè, farsi docce, arrivando anche all'autolesionismo e altro) per proteggerla da Krueger è stato realizzato e distribuito.

### Videogiochi
In Mortal Kombat è presente, sotto forma di DLC, una versione di Freddy ispirata a quella vista in questo film, anche se dotato di due guanti.
Nel 2017 è stato lanciato un contenuto scaricabile per il celebre videogioco horror Dead by Daylight, intitolato Dead by Daylight: A Nightmare on Elm Street Chapter. Tratto dalla versione cinematografica del 2010, il DLC contiene i personaggi giocabili di Freddy Krueger e Quentin Smith.
Sbloccando il contenuto, il giocatore potrà vestire i panni di Freddy nel ruolo dell'assassino, con lo scopo di uccidere gli altri giocatori online, o di Quentin, con il quale dovrà cercare di sopravvivere nelle partite online.
Oltre ai due personaggi giocabili, è stata introdotta nel gioco anche la mappa di Scuola Materna di Badham - Springwood, che ricrea fedelmente l'ambientazione in cui ha luogo il finale del film.

## Sequel
Nelle intenzioni della New Line per il futuro della serie è stato preannunciato il potenziale sviluppo di uno o più seguiti, nel caso il riavvio ottenesse il successo sperato. In merito a questa decisione, l'attore Jackie Earle Haley è sotto contratto per la sua partecipazione in tre film, mentre Rooney Mara per uno solo. In caso di effettiva messa in atto, il regista Samuel Bayer si è chiamato fuori da ogni progetto per via dei suoi diversi propositi cinematografici per il futuro.
Comunque, nessuna discussione sull'argomento si ebbe prima dell'uscita di Nightmare nelle sale cinematografiche, perché, come spiegò Brad Fuller, erano tutti in attesa dei risultati degli incassi e dei commenti della critica. Il produttore, comunque, sottolineò la forte possibilità di girare il seguito in tridimensionale.
Nonostante i notevoli incassi riscossi dalla pellicola, il produttore Brad Fuller, fondatore della casa di produzione del film Platinum Dunes, spiegò che l'enorme responso negativo da parte di critica e pubblico nei confronti del remake mise in cattiva luce la suddetta casa cinematografica. Fuller, infatti, sostiene sia proprio a causa di questo film che la Platinum Dunes non ricevette ingaggi lavorativi fino a tre anni più tardi dalla sua distribuzione, nel 2013. Questo causò non solo la cancellazione di eventuali sequel in programma, ma anche l'abbandono dell'idea di produrre altri remake di franchise horror da parte della Platinum Dunes.